# Simetrie continuă
În matematică simetria continuă este o idee intuitivă corespunzătoare faptului de a vedea unele simetrii drept mișcări, spre deosebire de simetria discretă, de exemplu simetria de reflexie, care este o invarianță pentru un anumit fel de răsturnare de la o stare la alta. Totuși, o simetrie discretă poate fi întotdeauna reinterpretată ca o submulțime a unei simetrii continue din dimensiuni superioare, de exemplu reflectarea unui obiect bidimensional în spațiul tridimensional poate fi realizată prin rotirea continuă a obiectului cu 180° într-un plan neparalel.

## Formalizare
Noțiunea de simetrie continuă a fost formalizată în mare măsură și cu succes în noțiunile matematice de grup topologic⁠(d), grup Lie și acțiune de grup⁠(d). Pentru cele mai multe scopuri practice, simetria continuă este modelată printr-o acțiune de grup a unui grup topologic care conservă o anumită structură. În special, fie {\displaystyle f:X\to Y} o funcție, iar G un grup care acționează asupra X; atunci un subgrup {\displaystyle H\subseteq G} este o simetrie a lui f dacă {\displaystyle f(h\cdot x)=f(x)} pentru orice {\displaystyle h\in H}.

### Subgrupuri cu un parametru
Cele mai simple mișcări sunt subgrupuri cu un parametru ale unui grup Lie, cum ar fi grupul euclidian⁠(d) al spațiului tridimensional. De exemplu, translația paralelă cu axa x cu u unități; deoarece u variază, este un grup de mișcări cu un parametru. Rotația în jurul axei z este și ea un grup cu un singur parametru.

## Teorema lui Noether
Simetria continuă are un rol de bază în teorema lui Noether⁠(d) în fizica teoretică, în obținerea legilor de conservare din principiile de simetrie, în special pentru simetriile continue. Căutarea de simetrii continue s-a intensificat doar odată cu dezvoltarea ulterioară a teoriei cuantice a câmpurilor.